# Pruszyn (powiat płoński)
Pruszyn – wieś w Polsce położona w województwie mazowieckim, w powiecie płońskim, w gminie Płońsk.
Wieś wchodzi w skład sołectwa Woźniki.
W latach 1975–1998 miejscowość należała administracyjnie do województwa ciechanowskiego.
W miejscowości urodził się Józef Pszenny – polski dowódca wojskowy, kapitan saperów Wojska Polskiego, szef Referatu Saperów „XII-s” Okręgu Warszawa AK.